# The Fatal Marriage (film 1918)
The Fatal Marriage è un cortometraggio muto del 1918 diretto da William Campbell.

## Produzione
Il film fu prodotto dalla Fox Film Corporation.

## Distribuzione
Distribuito dalla Fox Film Corporation, il film - un cortometraggio in due bobine - uscì nelle sale cinematografiche USA il 15 dicembre 1918.